# Mat
Mat (albanês: Rrethi i Matit) foi um dos 36 distritos da Albânia dissolvidos em junho de 2000 e substituídos por 12 novos condados. Estava localizado na prefeitura de Dibër. Sua capital era a cidade de Burrel. Estava situada no centro do país. Outras localidades de destaque neste distrito eram Klos, Krastë e Ulzë. Em 2001, sua população era de 61 906 habitantes e sua área era de 1 028 km² (397 mi²).